# Gustavo Wennberg
Juan Gustavo Wennberg (* 25. Januar 1920 in Sabadell, Provinz Barcelona; † 28. Januar 1983 in Reigoldswil, Kanton Basel-Landschaft) war ein schwedisch-spanischer Maler, Plakatmaler, Bühnenmaler, Zeichenlehrer und Glasmaler.

## Leben und Werk
Gustavo Wennbergs Vater war ein aus Schweden stammender Arzt, seine Mutter stammte aus Spanien. Von 1932 bis 1935 besuchte er das Gymnasium, studierte anschließend kurzzeitig Medizin, um schließlich an der Kunstakademie in Barcelona zu studieren.
Während des Spanischen Bürgerkriegs hielt sich Wennberg von 1936 bis 1939 in Stockholm auf. Dort studierte er bei Bergson Szenografie sowie Malerei und Zeichnen bei Ben Lisegord und Berges.
Wennberg kehrte 1940 nach Spanien zurück und erhielt 1942 das spanische Bürgerrecht. 1946 erhielt er ein Stipendium für das Studium der spanischen klassischen Malerei im Museo del Prado in Madrid.
Wennberg gründete 1948 das „Estudio Wennberg“ für Bühnendekoration. 1954 erhielt er ein Stipendium der französischen Regierung. In Paris arbeitete er mit dem Hochschullehrer und Maler Yves Brayer (1907–1990) zusammen.
Wennberg schuf gegenständliche Bilder, in denen er die elementaren Strukturrhythmen des Kubismus auf Drei- und Vierecke beschränkte. Mehrfach wurden seine Werke in Spanien mit Kunstpreisen ausgezeichnet.
Wennberg heiratete 1961 die aus Weggis stammende Marie-Louise, geborene Betschart. Zusammen hatten sie vier Söhne. Von 1964 bis 1968 unterrichtete Wennberg an der Schweizerschule in Barcelona als Zeichenlehrer. Danach siedelte die Familie nach Reigoldswil über, wo seine Frau als Lehrerin an die dortige Primarschule gewählt wurde. Für eine Schule in Escholzmatt realisierte Wennberg 1971 eine dreiteilige Wandmalerei.
Sein eigentliches Lebenswerk sind die von 1972 bis 1975 geschaffenen Kirchenfenster der römisch-katholischen Kirche Bruder Klaus in Oberdorf. 84 Farbtöne in Antikglas bilden die Grundlage des Kunstwerkes. Die Fläche der Fenster umfasst 58 Quadratmeter und enthält 4500 in Blei gefasste Gläser.